# Энеа Спилимберго, Хорхе
Хорхе Энеа Спилимберго (исп. Jorge Enea Spilimbergo, 25 сентября 1928 — 4 сентября 2004) — аргентинский журналист, поэт, писатель и общественный деятель, один из теоретиков «национальной левой».
На Хорхе Энеа Спилимберго повлияли теоретические труды таких марксистов, как Владимир Ленин, Лев Троцкий, Мао Цзэдун, Хо Ши Мин и Че Гевара.

## Биография
После окончания начальной школы поступил в Национальный колледж Буэнос-Айреса, в это время он начал заниматься трудами марксистов.
В 1955 году женился на Марии Исабель Констенле, с которой прожил до её смерти в 1994 году. В браке у них родились дочь и сын.